# Cheilotrichia perflavens
Cheilotrichia perflavens är en tvåvingeart som först beskrevs av Alexander 1948.  Cheilotrichia perflavens ingår i släktet Cheilotrichia och familjen småharkrankar. Inga underarter finns listade i Catalogue of Life.